# Assetjada (pel·lícula)
Assetjada (títol original: Sliver) és un thriller eròtic  estatunidenc de Phillip Noyce estrenat l'any 1993. Ha estat doblada al català.

## Argument
Carly Norris (Sharon Stone), 35 anys, jove directora en el món de l'edició, recentment divorciada, busca refer la seva vida. Es trasllada a un immoble novaiorquès últim crit.
Hi coneix Gus Hale (Keene Curtis), professor d'universitat, de Jack Lansford (Tom Berenger), un escriptor en crisi d'inspiració, i de Zeke Hawkins (William Baldwin), jove creador de videojocs. Tindrà una aventura amb Zeke, encara que aquest sigui molt més jove que ella.
S'adona que un dels llogaters de l'edifici coneix inconfessables secrets sobre els altres llogaters de l'immoble.

## Repartiment
- Sharon Stone: Carla "Carly" Norris
- William Baldwin: Zeke Hawkins
- Tom Berenger: Jack Lansford
- Polly Walker: Vida Warren
- Colleen Camp: Judy Marks
- Amanda Foreman: Samantha Moore
- Martin Landau: Alex Parsons
- Nicholas Prior: Peter Farrell
- CCH Pounder: Tinent Victoria Hendrix
- Nina Foch: Evelyn McEvoy
- Keene Curtis: Gus Hale
- Anne Betancourt: Jackie Kinsella
- Tony Peck: Martin Kinsella
- Allison Mackie: Naomi Singer

## Al voltant de la pel·lícula
- Joe Eszterhas, guionista de Basic Instint, el primer gran èxit de Sharon Stone, és qui ha escrit el film Sliver.[3]
- El film és basat en la novel·la (Sliver) escrita per Ira Levin, autor americà de ficció de suspens.
- Sobre el rodatge,
- Les relacions entre Sharon Stone i William Baldwin, els dos actors principals, eren molt turbulentes.[3]
- Sliver és un dels films que l'actriu Sharon Stone ha lamentat haver interpretat.
- El film Sliver ha estat parodiat en un dels episodis dels Simpsons, el 18è episodi de la 5a temporada.

## Nominacions
- Nominat als Premis Razzie 1994 a set categories:
  - Pitjor pel·lícula
  - Pitjor actor per William Baldwin
  - Pitjor actriu per Sharon Stone
  - Pitjor actor de repartiment per Tom Berenger
  - Pitjor actriu de repartiment per Colleen Camp
  - Pitjor director per Phillip Noyce
  - Pitjor guió per Joe Eszterhas

## Banda original
- Can't Help Falling in Love per UB40
- Carly's Song per Enigma
- Slid per Fluke
- Unfinished Sympathy per Massive Attack
- The Most Wonderful Girl per Lords of Acid
- Oh Carolina per Shaggy
- Move with Me per Neneh Cherry
- Slave to the Vibe per Aftershock
- Penthouse and Pavement per Heaven 17
- Skinflowers per The Young Gods
- Star Sail per Verve
- Wild at Heart per BIGOD 20
- Carly's Loneliness per Enigma